# Bunker van Seyss-Inquart (Apeldoorn)

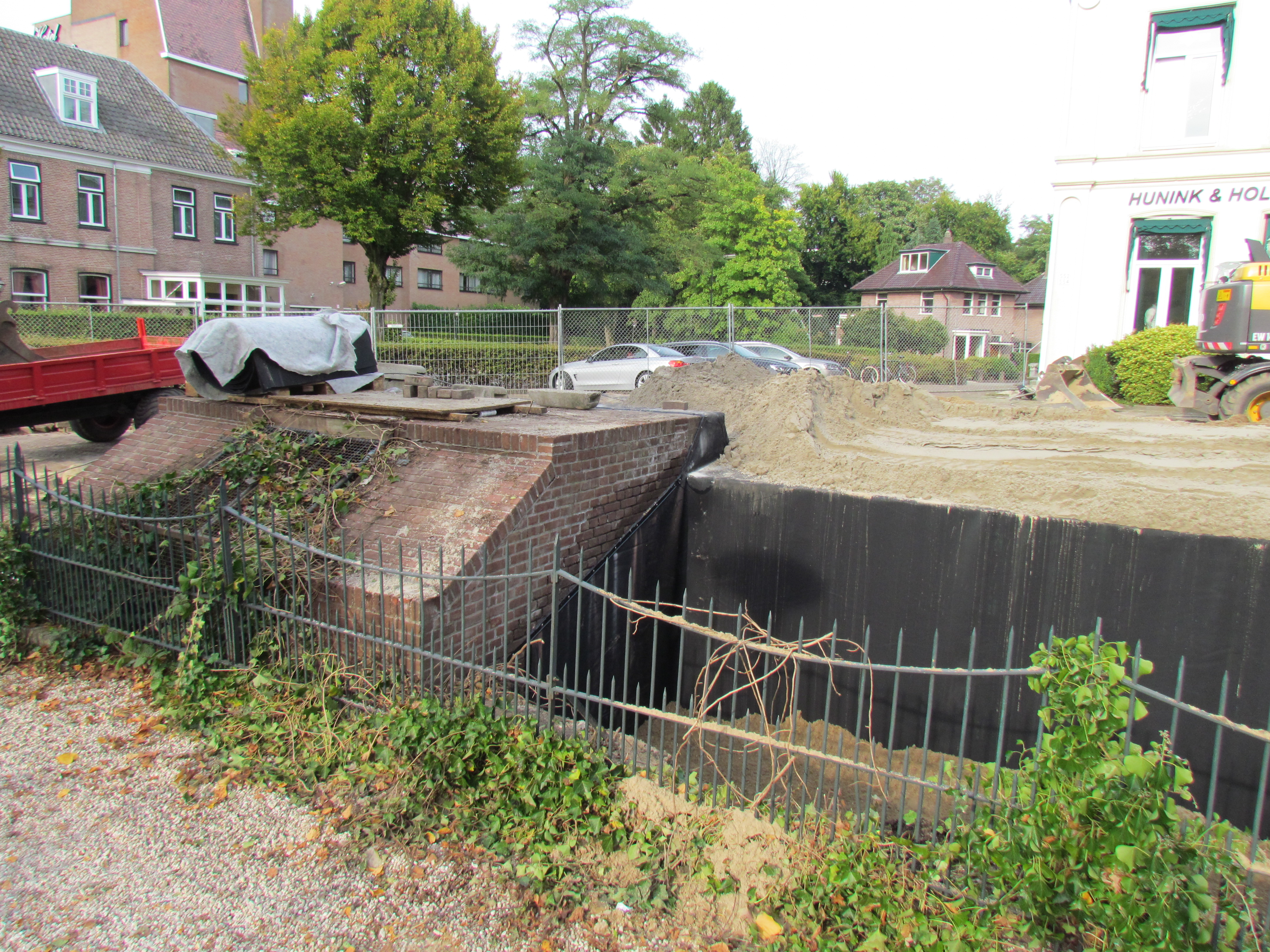
De bunker tijdens de restauratie in 2017

De bunker van Seyss-Inquart bevindt zich in Apeldoorn en dateert uit de Tweede Wereldoorlog. Het werd na de bevrijding van de Duitse bezetting in Nederland ontdekt en bevindt zich in de tuin van de kantoorvilla waar Reichskommissar Arthur Seyss-Inquart en zijn staf bij een luchtalarm in konden schuilen voor een eventueel bombardement.

## Geschiedenis
In februari 1944 vertrok Seyss-Inquart met zijn staf van Den Haag/Wassenaar naar Apeldoorn, waar hij zijn kantoor in een geconfisqueerde villa aan de Loolaan 554 vestigde, nadat hij er in de periode 1943-1944 in de tuin een ondergrondse commandobunker van gewapend beton had laten bouwen van 35 meter lang en 13,25 meter breed. De bunker bevatte onder meer een slaapkamer, een bad en een douche, en een telefooncentrale. De bunker diende niet alleen voor hemzelf, maar eveneens voor Generalkommissar Friedrich Wimmer, hoofd van het Ministerie van Justitie en zijn medewerkers, die in hetzelfde kantoorpand werden gevestigd. Zelf ging Seyss-Inquart met zijn gezin wonen in een geconfisqueerde villa aan de Parkstraat in Velp. Na Dolle Dinsdag verhuisde hij met zijn gezin, vanwege de voortdurende en toenemende oorlogshandelingen in en rond Velp, naar Landgoed Spelderholt in Beekbergen, waar het rustiger was. Na de capitulatie van nazi-Duitsland vluchtte hij inderhaast met achterlating van de inboedel in de bunker, zodat die geheel intact werd aangetroffen.
De bunker werd onder auspiciën van de Stichting 1940-1945 van 1948 tot 1956 voor het publiek opengesteld. Er werden toen ook spotprenten door de kunstenaars Gerard Post Greve en Ben Visser op de binnenmuren aangebracht. Wegens het sterk teruggelopen bezoek werd de bunker in 1956 gesloten. Bij gelegenheid is de bunker enkele malen geopend geweest: in 1980 is de bunker enkele maanden toegankelijk geweest tijdens de manifestatie Apeldoorn 80 en in 1998 heeft de Vereniging Oud Apeldoorn de bunker opengesteld tijdens het Wilhelminajaar. Tijdens Open Monumentendag 2004 was de bunker ook geopend.
In 2013 ontfermde de in dat jaar opgerichte Stichting de Bunker van Seyss-Inquart zich over de zich in slechte staat bevindende bunker en het behoud ervan in het historisch perspectief. Vooral voor educatieve doeleinden en belangstellenden moest de bunker heropend kunnen worden. Samen met het CODA en de stichting Gelders Erfgoed werd een plan voor de toekomst opgesteld.
In 2000 kreeg de bunker de status van rijksmonument.
Tijdens een anderhalf jaar durende, grondige restauratie in de periode 2017-2019, werd de bunker tegen indringend (grond)water behandeld. De bunker werd daartoe geheel uitgegraven. Voorts werden de ijzeren deuren van roest ontdaan, wanden opnieuw geverfd en werden de tekeningen op de wanden in de bunker geconserveerd.
Op 1 juni 2019 werd de bunker voor bezoekers geopend.